# Rassvet

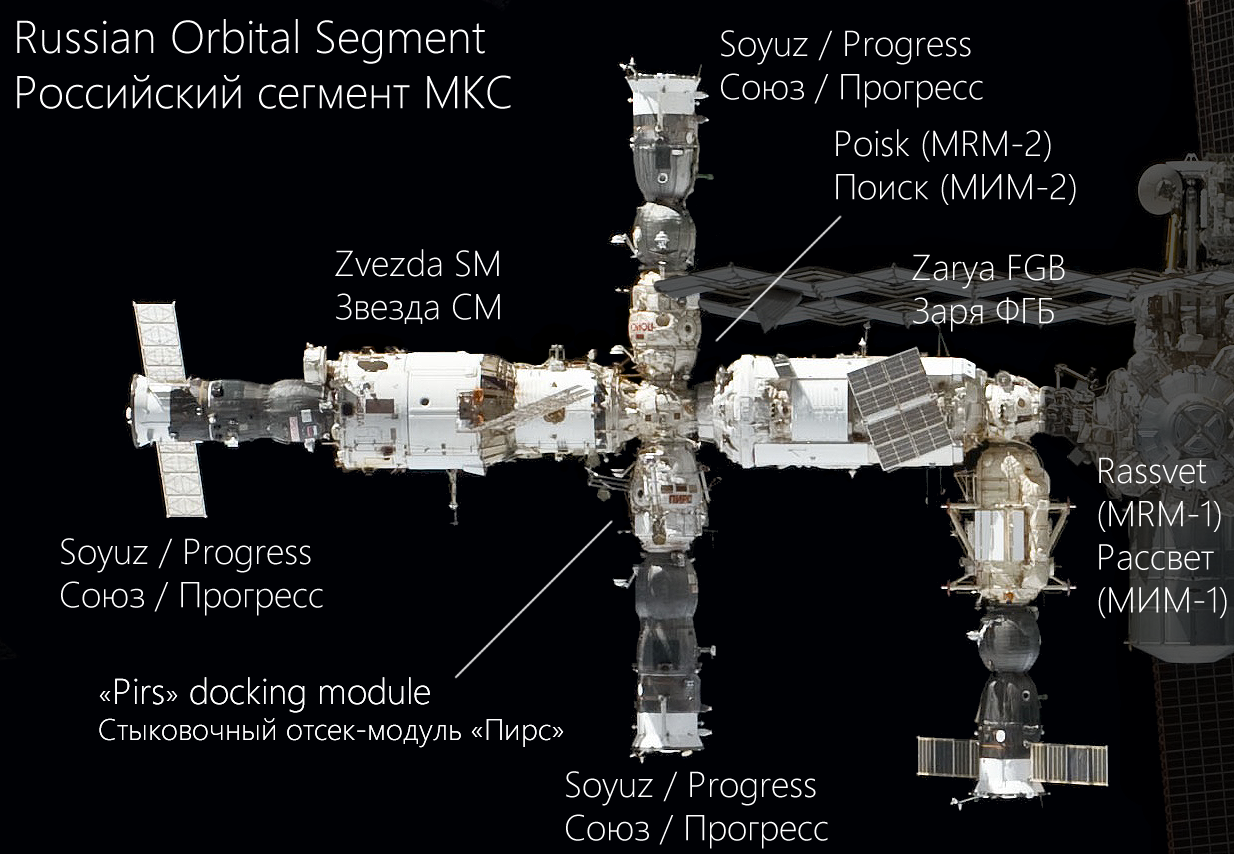
La collocazione del MRM1 sulla ISS.

Rassvet (in russo Рассвет?, "alba"), conosciuto anche come Mini-Research Module 1 (MRM 1) (in russo Малый исследовательский модуль?) e originariamente denominato Docking Cargo Module (DCM), (in russo Стыковочно-грузовой модуль?), è un modulo della Stazione spaziale internazionale (ISS)
Nei piani per la stazione, questo modulo ha sostituito l'ultimo dei due Russian Research Module pianificati nel progetto iniziale della ISS. È stato lanciato a bordo dello Space Shuttle Atlantis il 14 maggio 2010 durante la missione STS-132 e connesso alla Stazione il 18 maggio alla porta nadir del modulo Zarja con l'aiuto del Canadarm2. Assieme al modulo Rassvet è stato agganciato anche equipaggiamento per il Multipurpose Laboratory Module (MLM), pezzi di ricambio per l'European Robotic Arm e un radiatore da collocare all'esterno del modulo stesso. Ciò ha permesso alla NASA di onorare il contratto con cui si è impegnata a trasportare 1400 kg di equipaggiamento per il laboratorio russo. Ha completato il segmento russo della stazione e attualmente è anche l'ultimo dei dieci moduli principali previsti.
Il cargo è stato assemblato riutilizzando il guscio pressurizzato costruito per il prototipo della Science Power Platform, componente poi annullato, e viene principalmente utilizzato per immagazzinare il carico proveniente dalle Sojuz, dai Progress o dagli ATV europei che si agganceranno alla sua seconda porta (la prima lo collega col resto della stazione) con una procedura automatica.

## Benefici
Questo modulo è stato progettato per soddisfare alcune richieste delle agenzie spaziali che costruiscono la ISS.
Come già detto, la NASA doveva trasportare l'equipaggiamento per il laboratorio russo; tuttavia i due Russian Research Module erano rimasti sulla carta, poiché l'agenzia spaziale russa non aveva trovato i fondi per realizzarli e, senza di essi, la porta nadir del modulo Zarja sarebbe rimasta inutilizzata, dato che con l'arrivo del modulo Tranquility (in precedenza noto come Node 3) e del Multipurpose Laboratory Module tale porta si sarebbe trovata tra due moduli abitativi, rendendola di fatto inutilizzabile per l'eventuale attracco di qualsiasi veicolo.
In questa configurazione, quindi, sarebbero rimaste solo tre porte con meccanismo di attracco russo (quello utilizzato anche dagli ATV europei), con pericolo di sovrapposizione delle varie missioni, visto che dal 2009 due Sojuz rimangono costantemente attaccate alla stazione per consentire l'evacuazione dei sei occupanti.
Inizialmente era stato preso in considerazione un modulo molto simile, il Docking and Storage Module, ma poi era stato accantonato in favore del Multipurpose Laboratory Module: il programma ha quindi previsto la collocazione sotto il modulo Zvezda dell'MLM, che ha preso il posto dei due moduli RRM non realizzati, mentre Rassvet prende posto sotto il modulo Zarja.